# Bures-sur-Yvette
Bures-sur-Yvette település Franciaországban, Essonne megyében. Lakosainak száma 9481 fő (2022. január 1.). Bures-sur-Yvette Gif-sur-Yvette, Gometz-le-Châtel, Orsay és Les Ulis községekkel határos.

## Népesség
A település népességének változása:
| Lakosok száma | 9725 | 9691 | 9875 | 9804 | 9577 | 9408 | 9240 | 9254 | 9481 |
|               | 2013 | 2015 | 2016 | 2017 | 2018 | 2019 | 2020 | 2021 | 2022 |